# Тайтобе
Тайтобе (каз. Тайтөбе) — село в подчинении городского акимата Косшы Акмолинской области Казахстана. До 2022 г. входило в состав Целиноградском района. Код КАТО — 116651500.

## География
Село расположено на правом берегу реки Нура, около озера Каракога, на расстоянии примерно 24 километров (по прямой) к юго-востоку от административного центра района — села Акмол.
Абсолютная высота — 355 метров над уровнем моря.
Климат холодно-умеренный, с хорошей влажностью. Среднегодовая температура воздуха положительная и составляет около +4,4°С. Среднемесячная температура воздуха в июле достигает +20,6°С. Среднемесячная температура января составляет около −14,0°С. Среднегодовое количество осадков составляет около 385 мм. Основная часть осадков выпадает в период с июня по июль.
Ближайшие населённые пункты: город Косшы — на востоке, село Кызылжар — на юго-востоке, село Преображенка — на юге, село Каражар — на северо-западе, город Астана — на севере.
В селе всего 35 улиц.

## Население
В 1989 году население села составляло 366 человек (из них казахи — 100 %).

В 1999 году население села составляло 351 человек (162 мужчины и 189 женщин). По данным переписи 2009 года в селе проживали 832 человека (403 мужчины и 429 женщин).
| Численность населения | Численность населения | Численность населения |
| 1989                  | 1999                  | 2009                  |
| --------------------- | --------------------- | --------------------- |
| 366                   | ↘351                  | ↗832                  |

## Известные уроженцы
- Кошкарбаев, Рахимжан (1924—1988) — участник Великой Отечественной войны, Народный Герой Казахстана (1999).

## Транспорт
Транспортное сообщение с городом Астана обеспечивается пригородными маршрутами № 302.